# Trapez (sport)

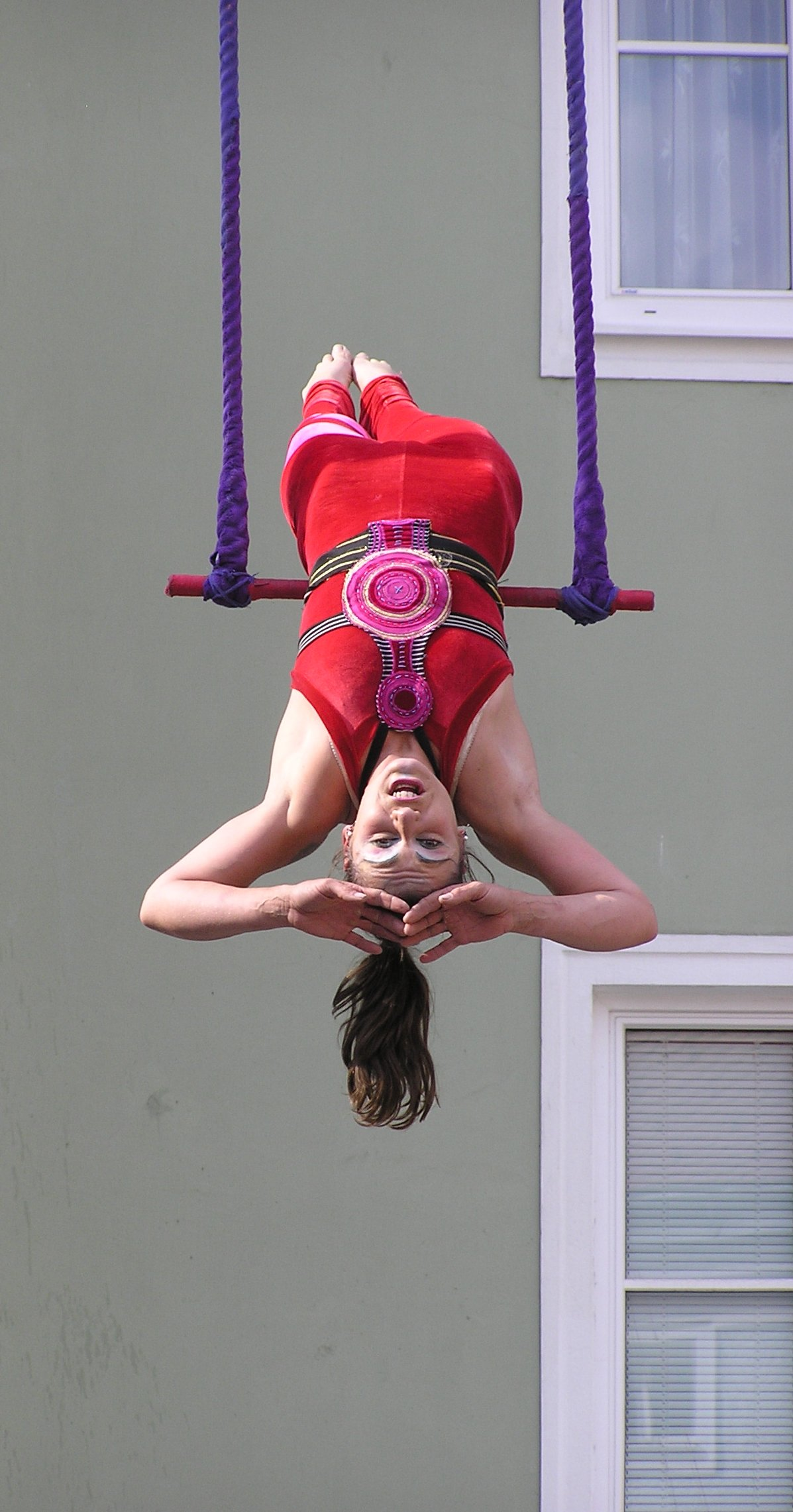
Din Down Under: Acrobata-trapezistă Theaker von Ziarno la Pflasterspektakelul din Linz 2005

 Trapezul  este un aparat de gimnastică în scopul acrobațiilor aeriene, sau un element artistic al artelor circului.

## Descriere
Fundamental, se face o distincție între trapezul static, basculant și zburător și trapezul de dans suspendat într-un singur punct. Trapezul în sine constă din două cabluri împletite de cânepă, bumbac sau oțel și o tijă de oțel. Există diferite versiuni pentru duo, solo și lucrul în grup. Pentru a reduce la minimum riscul de rănire în caz de cădere, se folosesc de obicei saltele sau plase.

## Legături externe
Materiale media legate de Trapez la Wikimedia Commons
  Materiale media legate de Luftring la Wikimedia Commons